# Łyszkowice (gromada)
Łyszkowice – dawna gromada, czyli najmniejsza jednostka podziału terytorialnego Polskiej Rzeczypospolitej Ludowej w latach 1954–1972.
Gromady, z gromadzkimi radami narodowymi (GRN) jako organami władzy najniższego stopnia na wsi, funkcjonowały od reformy reorganizującej administrację wiejską przeprowadzonej jesienią 1954 do momentu ich zniesienia z dniem 1 stycznia 1973, tym samym wypierając organizację gminną w latach 1954–1972.
Gromadę Łyszkowice siedzibą GRN w Łyszkowicach utworzono – jako jedną z 8759 gromad na obszarze Polski – w powiecie łowickim w woj. łódzkim, na mocy uchwały nr 33/54 WRN w Łodzi z dnia 4 października 1954. W skład jednostki weszły obszary dotychczasowych gromad Łyszkowice, Łyszkowice kolonia, Wrzeczko, Kalenice i Czatolin ze zniesionej gminy Łyszkowice w tymże powiecie. Dla gromady ustalono 27 członków gromadzkiej rady narodowej.
31 grudnia 1959 do gromady Łyszkowice przyłączono obszar zniesionej gromady Zakulin oraz wieś Uchań Górny, wieś, kolonię i parcelę Trzcianka, wieś Bobrowa, wieś Kapera i kolonię Zacisze ze zniesionej gromady Trzcianka.
31 grudnia 1961 do gromady Łyszkowice przyłączono wieś Bobiecko i wieś Seroki ze zniesionej gromady Zawady.
Gromada przetrwała do końca 1972 roku, czyli do kolejnej reformy gminnej. 1 stycznia 1973 w powiecie łowickim reaktywowano gminę Łyszkowice.